# 市橋直歩
市橋 直歩（いちはし なおほ、1992年1月2日 - ）は、日本のファッションデザイナー、タレント、レースクイーン、グラビアアイドル。岐阜県出身。

## 略歴
高校時代から愛知県名古屋市に本拠を置いていたモデル事務所「ネクストドリーム」に所属しモデル活動を行う（この時の同僚にモデルの高井友里がいる）。
2010年8月、上京しワンエイトプロモーションと契約。同年9月、ミスFLASH2011のセミファイナリスト30人の中にノミネートされるも、受賞はならなかった。
2011年、RQユニット「sucre」に加入し、SUPER GT「JIM GAINERレースクイーン」を務める。体調不良で脱退した栗木ゆいの後任として、同年9月の富士スピードウェイ戦から参加した。同年11月、1stDVD『なおほ』を発表。
2012年、2月にDVD『好きになっても良いですか?』を、5月に『初恋電車』をリリースする。また、バラエティ番組『ざっくりハイボール』（テレビ東京）に出演するなど、幅広く活動。
2017年6月、ワンエイトプロモーションを退社。
2019年、オリジナルのファッションブランド「naoho」を立ち上げ。デザイン、制作、販売のほか、自らモデルも務める。

## 人物
- 姉が2人いる[11]。
- ビジネス情報1級、全商情報処理検定ビジネス情報部門1級、全商簿記実務検定1級などの資格をもっている[12]。

## 作品

### DVD
- なおほ（2011年11月、竹書房）
- 好きになっても良いですか?（2012年2月、ラインコミュニケーションズ）
- 初恋電車（2012年5月、イーネット・フロンティア）
- ナオホのキモチ いたずらな私（2012年9月、ラインコミュニケーションズ）
- 初恋オリオン（2013年2月、ギルド）
- もう一度、キスして（2013年11月、イーネット・フロンティア）
- 言葉さえもどかしくて…（2014年3月、GRAVISION）

## 出演

### テレビ
- ざっくりハイボール（2012年、テレビ東京）
- 痛快TV スカッとジャパン（2015年 - 2017年、フジテレビ） - イヤミ課長シリーズ・玉村麻里 役（準レギュラー）
- ピンチで学ぶビジネス英語（2016年10月17日 - 2017年3月27日、BSジャパン） - 生徒役[13]

### テレビドラマ
- ミステリなふたり（2015年4月21日、名古屋テレビ） - 今野栞 役
- 終着駅の牛尾刑事VS事件記者・冴子15（2016年） - 春日友美 役
- 闇金ウシジマくん Season3（2016年7月 - 9月 、毎日放送 / TBS系） - 松田明日香 役
- 山女日記～山フェスに行こう/アルプスの女王～後編（2017年11月5日、NHK） - 祐奈 役

### 映画
- マイ・ツイート・メモリー（2013年）
- 女の穴（2014年） - 主演：鈴木幸子 役
- サンブンノイチ（2014年）
- 川のさきで（2015年） - 主演CoyamanZ_FILM
- 平らな和（2019年）[14]

### Vシネマ
- 戦慄ショートショート コワバナ 恐噺 スタジオの恐い話（2012年）

### 舞台
- メディアゲート 舞台版「ビーナスファンタジスタ 〜The crescendo in my heart〜」（2012年8月29日 - 9月2日、赤坂レッドシアター）
- 劇団空感エンジン「PRIDE」（2012年12月5日 - 10日、エアースタジオ）
- 劇団空感エンジン「Juliet」（2013年5月1日 - 6日、エアースタジオ）
- 劇団空感エンジン「KEIKI〜夏目漱石推理帳〜」（2013年6月26日 - 7月1日、エアースタジオ）

### その他
- 平和 「CRラブ嬢プラス〜今夜も、ご延長の方はいかがなさいますか?〜」（2013年）